# عمر سليم (إعلامي)
سليم بن عمار إعلامي مغربي اشتهر بلقبه الإعلامي عمر سليم. ولد في الدار البيضاء يوم 10 ذو الحجة 1373هـ الموافق 1954م، وتوفي فيها يوم 28 ذو الحجة 1444هـ الموافق 2023م. درس ابن عمار في ثانوية ليوطي، ليغادر بعد ذلك إلى فرنسا حيث تابع دراساته العليا. أصيب ابن عمار يوم الثلاثاء 22 ذو الحجة 1444هـ بنوبة قلبية نقل إثرها إلى مستشفى بالدار البيضاء حيث وافته فيه المَنِيَّةُ يوم الإثنين 28 ذو الحجة.